# Elektro- und Elektronikgeräte-Stoff-Verordnung
Die Elektro- und Elektronikgeräte-Stoff-Verordnung setzt in Deutschland die so genannten RoHS-Richtlinien zum Verbot gefährlicher Stoffe in Elektronikgeräten um.

## Das Gesetz
Um gefährliche Stoffe in Elektronikgeräten zu unterbinden, hat die Europäische Kommission 2002 die Richtlinie 2002/95/EG zur Beschränkung der Verwendung bestimmter gefährlicher Stoffe in Elektro- und Elektronikgeräten (RoHS, Restriction of the use of certain Hazardous Substances, deshalb auch RoHS-Richtlinie genannt) erlassen.
Die ursprüngliche RoHS-Richtlinie aus dem Jahr 2002 wurde 2011 durch eine Neufassung, die Richtlinie 2011/65/EU zur Beschränkung der Verwendung bestimmter gefährlicher Stoffe in Elektro- und Elektronikgeräten (RoHS-II-Richtlinie), ersetzt. Diese wurde 2015 um weitere 4 Stoffe in Form der Richtlinie (EU) 2015/863 erweitert.
Die Richtlinie 2002/95/EG wurde in Deutschland durch das Elektro- und Elektronikgerätegesetz in nationales Recht umgesetzt. Mit Herausgabe der Richtlinie 2011/65/EU wurden die Regelungen um die Stoffbeschränkungen umfangreicher. Der entsprechende Anteil der Richtlinie 2011/65/EU wurde daraufhin aus dem Elektro- und Elektronikgerätegesetz gestrichen und durch die Elektro- und Elektronikgeräte-Stoff-Verordnung in nationales Recht umgesetzt.
Die Liste der Schadstoffe, für die eine seit dem 1. Juli 2006 eine Höchstkonzentration festgelegt ist, umfasst insbesondere Blei, Quecksilber, Cadmium, Polybromierte Biphenyle (PBB), Polybromierte Diphenylether (PBDE) und Chrom-VI-Verbindungen. Mit der Richtlinie (EU) 2015/863 wurden weitere Schadstoffe hinzugefügt. Hierbei handelt es sich um die in Kunststoffen verwendeten Weichmacher DEHP, BBP, DBP und DIBP, diese vier Grenzwerte treten ab 22. Juli 2019 in Kraft.
Mit der RoHS-II-Richtlinie wurden zahlreiche Verpflichtungen aller beteiligten Handelspartner zur Sicherstellung schadstofffreier Produkte eingeführt.